# Rhinolophus borneensis
Rhinolophus borneensis (Peters, 1861) è un Pipistrello della famiglia dei Rinolofidi diffuso nell'Ecozona orientale.

## Descrizione

### Dimensioni
Pipistrello di piccole dimensioni, con la lunghezza dell'avambraccio tra 40 e 44 mm, la lunghezza della coda tra 21 e 26 mm, la lunghezza delle orecchie tra 17 e 19 mm e un peso fino a 8,5 g.

### Aspetto
Le parti dorsali variano dal marrone scuro al bruno-rossastro brillante con la base dei peli più chiara mentre le parti ventrali sono più chiare. Le orecchie sono marroni e di lunghezza media. La foglia nasale presenta una lancetta moderatamente lunga e a forma di cuneo, un processo connettivo con il profilo arrotondato e cosparso di peli, una sella sottile e più stretta nella porzione centrale. La porzione anteriore è larga, copre completamente il muso, ha un profondo incavo mediano alla base ed una foglietta supplementare sotto di essa. Il labbro inferiore ha tre solchi longitudinali. La coda è lunga ed inclusa completamente nell'ampio uropatagio. Il primo premolare superiore è ben sviluppato e situato lungo la linea alveolare. 

### Ecolocazione
Emette ultrasuoni ad alto ciclo di lavoro con impulsi a frequenza costante di 80–85 kHz.

## Biologia

### Comportamento
Si rifugia nelle cavità di alberi e di bambù, sotto le foglie dei banani e nei crepacci rocciosi. Talvolta frequenta grotte dove forma colonie di diverse migliaia di esemplari.

### Alimentazione
Si nutre di insetti, utilizzando successivamente dei posatoi per mangiarli.

## Distribuzione e habitat
Questa specie è diffusa in Indocina, Giava, Borneo ed alcune isole vicine.
Vive nelle foreste primarie e secondarie.

## Tassonomia
Sono state riconosciute 4 sottospecie:
- R.b.borneensis: Sumatra meridionale[4], Borneo, Labuan, isola di Banggi;
- R.b.chaseni (Sanborn, 1939): Cambogia nord-occidentale, Laos nord-orientale, Vietnam nord-occidentale e meridionale, isola di Con Son, Penisola malese settentrionale;
- R.b.importunus (Chasen, 1939): Giava occidentale;
- R.b.spadix (Miller, 1901): Isole Natuna meridionali, Karimata.

La sottospecie R.b.chaseni è considerata da alcuni autori una forma distinta.

## Conservazione
La IUCN Red List, considerato che questa specie è ampiamente diffusa, abbastanza comune e priva di minacce, classifica R.borneensis come specie a rischio minimo (Least Concern)).